# Staryj Sambir
Staryj Sambir (ukrajinsky Старий Самбір, rusky Старый Самбор – Staryj Sambor, polsky Stary Sambor a do roku 1899 Staremiasto nebo Stare Miasto) je město ve Lvovské oblasti na Ukrajině.

## Poloha
Staryj Sambir leží na horním toku Dněstru na východním úpatí Východních Karpat. Od Lvova, správního střediska oblasti, je vzdálen přibližně devadesát kilometrů jihozápadně. Od polsko-ukrajinské státní hranice jen zhruba dvacet kilometrů východně.

## Dějiny
První zmínka o Starém Sambiru je z roku 1199. Přízvisko Staryj získal kvůli tomu, že po invazi Mongolů v roce 1241 mnoho obyvatel opustilo svá zničená obydlí a založila Sambir níž po proudu.
Od roku 1553 byl Staryj Sambir městem. Dlouho náležel do rakouské Haliče.
V roce 1904 byla do města přivedena železnice v rámci výstavby tratě z Lvova přes Sambir do Čopu (a dále na Budapešť).
Po první světové válce připadl Staryj Sambir druhé Polské republice, kde patřil do Lvovského vojvodství.
Za druhé světové války nejprve krátce město obsadil Sovětský svaz, pak jej drželo do roku 1944 nacistické Německo a na konci války se stal součástí Ukrajinské sovětské socialistické republiky.

### Rodáci
- Mikołaj Zyblikiewicz (1823 – 1887), polský politik a právník